# DFB-Junioren-Vereinspokal 2002/03
Der DFB-Junioren-Vereinspokal 2002/2003 war die 17. Auflage dieses Wettbewerbes. Sieger wurde am 30. Mai 2003 der 1. FC Kaiserslautern, der im Finale im Stadion An der Alten Försterei in Berlin Bayer 04 Leverkusen mit 4:1 n. V. besiegte.

## Teilnehmende Mannschaften
Am Wettbewerb nehmen die Juniorenpokalsieger der 21 Landesverbände des DFB teil:
- SV Werder Bremen (Bremen)
- Niendorfer TSV (Hamburg)
- VfL Wolfsburg (Niedersachsen)
- Holstein Kiel (Schleswig-Holstein)
- FC Schalke 04 (Westfalen)
- Fortuna Düsseldorf (Niederrhein)
- Bayer 04 Leverkusen (Mittelrhein)
- FC Augsburg (Bayern)
- SV Waldhof Mannheim (Baden)
- SC Freiburg (Südbaden)
- Eintracht Frankfurt (Hessen)
- VfB Stuttgart (Württemberg)
- SpVgg EGC Wirges (Rheinland)
- 1. FC Kaiserslautern (Südwest)
- Energie Cottbus (Brandenburg)
- Hertha BSC (Berlin)
- FC Hansa Rostock (Mecklenburg-Vorpommern)
- 1. FC Magdeburg (Sachsen-Anhalt)
- FV Dresden-Nord (Sachsen)
- FC Carl Zeiss Jena (Thüringen)
- 1. FC Saarbrücken (Saarland)

## 1. Runde
| Datum |                    | Ergebnis                         |                      |
| ----- | ------------------ | -------------------------------- | -------------------- |
|       | FC Carl Zeiss Jena | 2:1 (0:1)                        | SV Waldhof Mannheim  |
|       | Fortuna Düsseldorf | 0:2 (0:0)                        | 1. FC Kaiserslautern |
|       | FC Schalke 04      | 2:3 n. V. (2:2, 2:2)             | VfL Wolfsburg        |
|       | 1. FC Saarbrücken  | 3:3 n. V. (2:2, 1:1) (4:3 i. E.) | Niendorfer TSV       |
|       | SC Freiburg        | 3:1 n. V. (1:1, 1:0)             | SV Werder Bremen     |

## Achtelfinale
| Datum      |                     | Ergebnis                         |                      |
| ---------- | ------------------- | -------------------------------- | -------------------- |
| 30.10.2002 | Bayer 04 Leverkusen | 3:0 (2:0)                        | Hansa Rostock        |
| 31.10.2002 | 1. FC Saarbrücken   | 1:3 (0:1)                        | VfB Stuttgart        |
| 01.11.2002 | SpVgg EGC Wirges    | 0:1 (0:0)                        | FC Carl Zeiss Jena   |
| 03.11.2002 | SC Freiburg         | 4:0 (0:0)                        | Energie Cottbus      |
| 03.11.2002 | 1. FC Magdeburg     | 3:3 n. V. (2:2, 0:1) (7:8 i. E.) | VfL Wolfsburg        |
| 03.11.2002 | Holstein Kiel       | 0:6 (0:2)                        | Hertha BSC           |
| 03.11.2002 | FV Dresden-Nord     | 0:1 (0:0)                        | Eintracht Frankfurt  |
| 24.11.2002 | FC Augsburg         | 1:1 n. V. (1:1, 1:0) (2:5 i. E.) | 1. FC Kaiserslautern |

## Viertelfinale
| Datum      |                      | Ergebnis              |               |
| ---------- | -------------------- | --------------------- | ------------- |
| 01.12.2002 | Eintracht Frankfurt  | 0:2 (0:0)             | VfB Stuttgart |
| 02.02.2003 | FC Carl Zeiss Jena   | 2:1 (1:1)             | Hertha BSC    |
| 01.12.2002 | 1. FC Kaiserslautern | 2:1 n. V. (1:1, 1:0)  | VfL Wolfsburg |
| 07.12.2002 | Bayer 04 Leverkusen  | 0:0 n. V. (3:1 i. E.) | SC Freiburg   |

## Halbfinale
| Datum      |                     | Ergebnis              |                      |
| ---------- | ------------------- | --------------------- | -------------------- |
| 9.03.2003  | FC Carl Zeiss Jena  | 0:0 n. V. (4:5 i. E.) | 1. FC Kaiserslautern |
| 23.03.2003 | Bayer 04 Leverkusen | 2:0 (0:0)             | VfB Stuttgart        |

## Finale
| Paarung              | 1. FC Kaiserslautern – Bayer 04 Leverkusen |
| Ergebnis             | 4:1 n. V. (1:1, 0:0) |
| Datum                | 30. Mai 2003 |
| Stadion              | Stadion An der Alten Försterei, Berlin |
| Zuschauer            | 1500 |
| Schiedsrichter       | Günter Perl (München) |
| Tore                 | 1:0 Akten (49.) 1:1 Schaffrath (84.) 2:1 Wischang (91.) 3:1 Kumbela (93.) 4:1 Wischang (95.) |
| 1. FC Kaiserslautern | Florian Fromlowitz – Christoph Schunk, Matthias Henn, Julian Müller, Paul Garlinski - Michael Lehmann, Andreas Gaebler (75. Tim-Benjamin Angel), Heiko Bzducha - Hakan Akten (118. Vitalij Roth), Steffen Moritz (72. Eric Wischang), Dominick Kumbela (108. Alexander Nazarov) Cheftrainer: Michael Dusek  |
| Bayer 04 Leverkusen  | René Adler – Giovanni Cannata (69. Christoph Wolff), Michael Pauls, Sven Schaffrath, Fabian Hergesell - Cataldo Cozza, Jan-Ingwer Callsen-Bracker - Timo Röttger (54. Christian Beckers), Erkan Oeztürk, David Müller (83. Pascal Olivier) - Kenan Şahin (60. Marcel Reichwein) Cheftrainer: Frank Schaefer |